# Distretto di Moya
Il distretto di Moya è uno dei diciannove distretti della provincia di Huancavelica, in Perù. Si trova nella regione di Huancavelica e si estende su una superficie di 94.08 chilometri quadrati.